# Пиррова победа

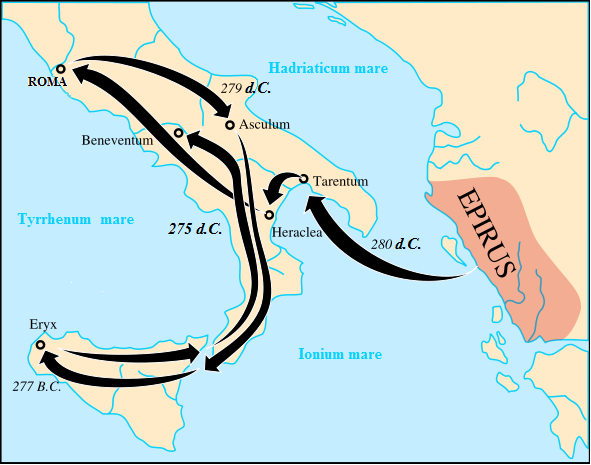
Пиррова война (280—275 до н. э.)

«Пи́ррова побе́да» (лат. victoria pyrrhica) — выражение, обозначающее ситуацию парадокса, когда победа достаётся слишком высокой ценой; либо даже когда (локальная) победа, в итоге, ведёт к общему поражению (например, в военной кампании).

## История
Происхождением это устойчивое выражение обязано временам войны римлян с эпирским царём Пирром (лат. Pyrrhus) — тогда, в битве при Аускуле в 279 году до н. э., эпирская армия в течение двух дней вела наступление на войска римлян и, в конце концов, сломила их сопротивление. При этом потери в его войске, состоящем из профессиональных и опытных воинов, были столь велики, что Пирр (во всяком случае, как излагают этот эпизод римские историки, по этническому происхождению в большинстве своём — греки [см. в конце статьи]) заметил: «Если мы одержим ещё одну победу над римлянами, то окончательно погибнем» или, по другой версии, «Если я одержу ещё одну такую победу над римлянами, у меня не останется ни одного воина из тех, что прибыли вместе со мной».
Эпизод упоминается многими античными писателями. Некоторые современные историки отождествляют с происхождением фразы «пиррова победа» более раннее сражение в ходе вторжения Пирра в италийские области — битву при Гераклее (280 до н. э.).
До принятия данного выражения, в обиходе (как минимум, в греческой литературной традиции) было аналогичное выражение «кадмейская победа», основанное на древнегреческом эпосе «Семеро против Фив» — упоминание об этом встречается у ряда древних писателей-греков, от ранних (Платон, «Законы, или О законодательстве» — IV в до н. э.) до позднего (II век н. э.) географа Павсания («Описание Эллады», книга IX).